# Марта Грем
Марта Грем (англ. Martha Graham; нар. 11 травня 1894 року, Аллегейні — пом. 1 квітня 1991 року, Нью-Йорк) — американська танцюристка, хореографка, балетмейстерка, художниця по костюмах, музична педагогиня, автобіографка та феміністка, засновниця трупи, школи і танцювальної техніки власного імені. Видатна діячка хореографії США, одна з т. зв. «великої четвірки» (англ. The Big Four) основоположників американського танцю модерн, куди також входили Доріс Хамфрі, Чарльз Вейдман і Ханья Хольм. Займалась танцями майже до 70 років. Обрана до Національної зали слави жінок, відзначена місцем на Поверху спадщини Джуді Чикаго.

## Життєпис
Хоча сім'я Грем була релігійною і вважала танці гріхом, одного разу Марті було дозволено відвідати концерт відомої танцюристки Рут Сен-Дені, після котрого вона захотіла стати танцюристкою. Крім цього, попри консервативність поглядів, батьки Марти були не проти її навчання в коледжі. Вассар-коледж, обраний сім'єю, славився не тільки якістю освіти, але й спортивними секціями та суфражистськими симпатіями. В 1913 році їй дозволили вступити до Школи експресії в Лос-Анджелесі; після чого Марта навчалася в школі Денішоун, заснованій самою Сен-Дені з партнером Тедом Шоуном в Іспанії.

## Мистецькі погляди
В роки навчання Грем до танцю ставилися в основному як до розваги — він був складником водевілів, костюмованих вистав, балів. Статус мистецтва мав лише один вид танцю — балет, що вважався в Америці європейською штучкою. В американських же танцювальних школах учениць готували до участі в шоу і кабаре — з відповідним ставленням до них. Але Грем хотіла бути не дівчиною з кабаре, а справжньою артисткою. Вона з гордістю згадувала пізніше в мемуарах, що єдина в школі була звільнена від пильного нагляду, котрому підлягали всі інші дівчата, на тій підставі, що «Грем — це мистецтво». І після всі її чоловіки дивилися на неї знизу вгору, як на художницю і генія.
В епоху Марти Грем побутували жорсткі гендерні стереотипи, наприклад, про те, що чоловіки раціоналістичні, а жінки емоційні; нібито чоловіки в танці виражають себе в штовхальних прямолінійних рухах, а жінки — в плавних рухах з траєкторіями кривих; Грем заявила, що вона «не хоче бути ні деревом, ні квіткою, ні хвилею». У своїх танцях вона відмовилась від стандартного погляду на жіночність і прагнула зробити своїх персонажок безликими, умовно-формальними, сильними й навіть маскулінними. В тілі танцюриста, за переконанням Грем, аудиторія повинна бачити людину загалом — дисципліновану, здатну до високої концентрації, сильну. Багато коментаторів її творчості також відмічали зв'язок Грем з фемінізмом. На суперобкладинці однієї з її біографій розміщено цитату зі статті «Нью-Йорк Таймс»: «Найвойовничіша і найталановитіша феміністка, Марта Грем звільнила і жінку, і танець!». Хоч сама вона вважала, що не брала участі в русі за емансипацію, своїм танцем Грем ламала стереотип «жінка — слабка істота».

## Визнання та нагороди
- 1981 — премія Семюела Скріпса / ADF[en] за досягнення в галузі сучасного танцю (перша отримувачка).
- В 1987 році в Нью-Йорку відбувся гала-концерт на честь Марти Грем за участі зірок балету Рудольфа Нурєєва і Михайла Баришникова, котрі виконали її «Весну в Апалачах[en]» (1944), та Майї Плісецької, що виступила в номері Рут Сент-Дені[en] «Фіміам» (1906)[4].

## Автобіографія
- Blood Memory: An autobiography. New York: Doubleday, 1991
- Грэм, Марта. Память крови. — М : Garage, 2017. — 240 с. — 1500 прим. — ISBN 9785905110788.